# Dargomyśl, Hạt Łobez
Dargomyśl [darˈɡɔmɨɕl] (tiếng Đức: Hoffelde) là một ngôi làng thuộc khu hành chính của Gmina Radowo Małe, thuộc quận Łobez, West Pomeranian Voivodeship, ở phía tây bắc Ba Lan.